# Marehalm (slægt)
Marehalm (Leymus) er en slægt af græsser, som er udbredt med ca. 50 arter langs kysterne af Nordeuropa, Nordasien og Nordamerika. Det er kraftigtvoksende, tuedannende stauder med blågrønne blade. Her omtales kun de arter, der er vildtvoksende i Danmark, eller som dyrkes her.
| Arter |

- Marehalm (Leymus areanarius)
- Kæmpemarehalm (Leymus racemosus)